# Johanna Tomek
Johanna Tomek (* 1940 in Wien) ist eine österreichische Intendantin, Regisseurin und Schauspielerin.

## Leben
Tomek begann verschiedene Studien an der Universität Wien und an der Technischen Universität Wien ohne sie abzuschließen. Eine Schauspielausbildung beendete sie erfolgreich und übernahm Regie- und  Schauspielengagements in Österreich und Deutschland. Im Eröffnungsjahr 1978 war sie Ensemblemitglied am Wiener Schauspielhaus unter der Intendanz von Hans Gratzer, 1981 Gründungsmitglied des Theaters Drachengasse unter der Intendanz von Emmy Werner, ehe sie selbst gemeinsam mit dem Bühnen- und Kostümbildner Werner Schönolt im Jahre 1983 das „Theater m.b.H.“ gründete, welches sie bis zur Schließung im Jahre 2005 leitete.
Neben ihrer Tätigkeit am Theater war Tomek als Schauspielerin bei Fernsehen und Film beschäftigt und übernahm Sprecherinnentätigkeiten für Fernsehdokumentationen und beim Hörfunk, wie beispielsweise 1974 unter der Regie von Ferry Bauer in der Hauptrolle im Hörspiel Die Parzen von Antonin Pridal. 
Sie erhielt verschiedene Preise und Auszeichnungen.

## Rollen (Auswahl)
- Herbert Achternbusch: Susn
- Jean Anouilh: Medea (Médée)
- Gustav Ernst: Klytaimnestra
- Gustav Ernst: Hekabe
- Gustav Ernst: Emma in der Uraufführung von „Bridge“[3]
- Gerhart Hauptmann: Rose Bernd
- Franz Molnár: Julie in Liliom
- Friedrich Schiller: Elisabeth in Maria Stuart
- Werner Schwab: Frau Grollfeuer in „Volksvernichtung oder Meine Leber ist sinnlos“
- Christa Wolf: Kassandra

## Inszenierungen
Werke von:
- Howard Barker
- Joseph Brodsky
- Arnolt Bronnen
- István Eörsi
- Gustav Ernst
- Christoph Hein
- Monika Helfer
- Wenedikt Wassiljewitsch Jerofejew
- Michael Köhlmeier
- Dacia Maraini
- Marlene Streeruwitz